# 게임제공업소의 경품취급기준고시 사건
게임제공업소의 경품취급기준고시 사건은 게임제공업소의 경품취급기준고시 위헌 확인을 구하는 대한민국 헌법재판소 판례이다. 

## 사실관계
게임제공업자인 청구인들은 음비게법이 게임제공업자가 사행성을 조장하거나 청소년에게 해로운 영향을 미치는 것을 방지하기 위하여 대한민국 문화체육관광부장관에게 경품종류와 경품제공방법을 고시하도록 위임하였고 청구인들은 이 사건 고시에 의해 청구인들의 헌법상 보장된 기본권을 침해한다고 주장하며 헌법소원심판을 청구하였다. 

## 본안에 대한 판단

### 위임형식이 위헌인지 여부
헌법이 인정하고 있는 위임입법의 형식은 예시적인 것으로 보아야 할 것이고, 그것은 법률이 행정규칙에 위임하더라도 그 행정규칙은 위임된 사항만을 규율할 수 있으므로, 국회입법의 원칙과 상치되지도 않는다. 다만, 형식의 선택에 있어서 규율의 밀도와 규율영역의 특성이 개별적으로 고찰되어야 할 것이고, 그에 따라 입법자에게 상세한 규율이 불가능한 것으로 보이는 영역이라면 행정부에게 필요한 보충을 할 책임이 인정되고 극히 전문적인 식년에 좌우되는 영역에서는 행정기관에 의한 구체화의 우위가 불가치하게 있을 수 있다. 그러한 영역에서 행정규칙에 대한 위임입법이 제한적으로 인정될 수 있다. 
이 사건 모법조항은 법률에서 구체적으로 범위를 정하여 게임제공업소의 경품취급기준의 내용을 문화관광부고시에 위임하고 있는 것이므로 포괄위임입법금지 원칙이나 죄형법정주의의 명확성 원칙에 위배된다고 볼 수 없다. 
따라서 이 사건 심판대상규정은 이 사건 모법조항이 위임한 범위를 일탈하였다고 할 수 없다. 

## 참고 문헌
- 헌법재판소 판례 2008.11.27. 2005헌마161, 189(병합)